# Diadasia andina
Diadasia andina är en biart som först beskrevs av Holmberg 1903.  Diadasia andina ingår i släktet Diadasia och familjen långtungebin. Inga underarter finns listade i Catalogue of Life.